# Szalmavirág
A szalmavirág (immortella) olyan virág vagy virágzat (szárral vagy anélkül), amely megszáradva is megtartja alakját és színét, ahogyan a szalma is őrzi a korábban élő növény szárát és egyéb részeit. Ennek a tulajdonságának köszönhetően a szalmavirágot felhasználják például szobákba, belső terekbe szánt díszekben, koszorúkban.
A szalmavirág szűkebb értelemben véve azonban csak a Xerochrysum bracteatum (syn. Helichrysum bracteatum, szalmarózsa, kerti szalmavirág) növényfajt jelenti.
Szalmavirág többféle növényfaj példányából is készíthető, így több növényt is neveznek szalmavirágnak:
- az fészkesvirágzatúak (Asterales) rendjében:
  - szalmarózsa vagy kerti szalmavirág (Xerochrysum bracteatum, syn. Helichrysum bracteatum)
  - ékes vasvirág (Xeranthemum annuum),
  - a gyopár (Gnaphalium és Pseudognaphalium) nemzetségek bizonyos fajai,
  - a szalmagyopár (Helichrysum) nemzetség bizonyos fajai,
  - a papírvirág (Ammobium) nemzetség bizonyos fajai,
  - a bábakalács (Carlina) nemzetség bizonyos fajai,
  - a napsugárka (Helipterum) nemzetség bizonyos fajai,
  - a gyöngykosárka (Anaphalis) nemzetség bizonyos fajai,
  - a pikkelygallér (Rhodanthe) nemzetség bizonyos fajai;
- a szegfűvirágúak (Caryophyllales) rendjében:
  - buglyos fátyolvirág (Gypsophila paniculata),
  - kerti golyófüzény vagy bíborka (Gomphrena globosa),
  - a sóvirág (Limonium) nemzetség bizonyos fajai;
- az ernyősvirágzatúak (Apiales) rendjében:
  - mezei iringó vagy ördögszekér (Eryngium campestre);
- a perjevirágúak (Poales) rendjében:
  - a rezgőfű vagy rezgőpázsit (Briza) nemzetség bizonyos fajai,
  - a rozsnok (Bromus) nemzetség bizonyos fajai.

## A művészetekben
Szabó Lőrinc A szem örömei című versében említ szalmavirágokat:

| „                             | Szerettem a szép, sima köveket, / nyulak szőrét, a selymes füveket, / […] / fecskefű vérét, kutyatej tejét, / nagy napraforgók oroszlánfejét, / a zizegő szalmavirágokat, / […] | ” |
| – Szabó Lőrinc: A szem örömei | |   |

## Kapcsolódó szócikk
- Virágkötészet